# Paul de Smet de Naeyer
Paul Joseph, Count de Smet de Naeyer foi um político da Bélgica e primeiro-ministro de seu país de 1896 a 1899 e de 1899 a 1907.